# Pilaisaea
Pilaisaea là một chi rêu trong họ Plagiotheciaceae.